# 리스본 선언
현실적, 논리적, 법적 어려움이 따를지라도 의사들은 항상 자신의 양심에 따라 행동해야 하며, 또 언제나 환자의 이익을 위하여 최선을 다해야 한다. 다음 선언문은 의사들이 환자들에게 마련해 주려고 애쓰는 몇몇 기본 권리들을 나타내는 것이다. 법률이나 정부의 행정력이 이러한 환자의 권리를 부정할 때는 언제나 의사들은 적절한 방법을 강구하여 이들을 안심 시키고 회복 시키도록 노력해야 한다.
1. 환자는 자유롭게 자기의 의사를 선택할 권리를 가진다.
2. 환자는 아무런 외부의 간섭도 없이 자유롭게 임상적, 논리적 판단을 내릴 수 있는 의사에 의해 보살핌을 받을 권리를 가진다.
3. 환자는 자신의 병에 대한 적절한 정보를 얻은 후에 치료를 수락하거나 거부할 권리가 있다.
4. 환자는 자기의 의사가 자신의 진료 상 또는 개인적인 여러 가지 비밀을 존중해 줄 것을 기대할 권리를 가진다.
5. 환자는 품위 있게 죽을 권리를 가진다.

6. 환자는 어떤 종교의 성직자의 도움을 비롯한 정신적, 도덕적 위로를 받아들이거나 거절할 권리를 가진다